# Sundasciurus brookei
Sundasciurus brookei is een zoogdier uit de familie van de eekhoorns (Sciuridae). De wetenschappelijke naam van de soort werd voor het eerst geldig gepubliceerd door Thomas in 1892.

## Voorkomen
De soort komt voor in Indonesië en Maleisië.